# دنیل کویین (بازیگر)
دنیل کویین (انگلیسی: Daniel Quinn; ۱۹ اوت ۱۹۵۶ – ۴ ژوئیهٔ ۲۰۱۵) هنرپیشه اهل ایالات متحده آمریکا بود. وی بین سال‌های ۱۹۸۷ تا ۲۰۱۵ میلادی فعالیت می‌کرد.